# 貝迪亞主教座堂

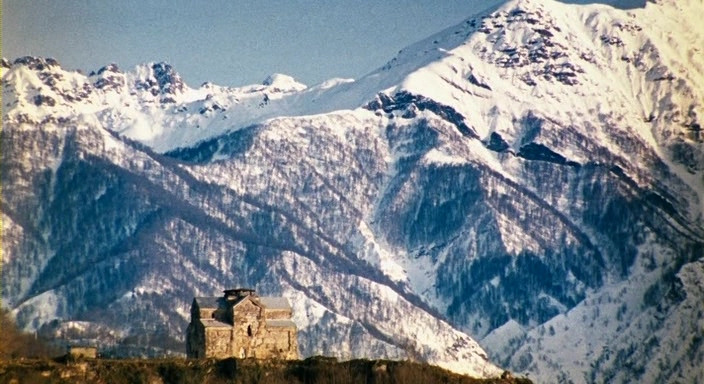

貝迪亞主教座堂是位於喬治亞阿布哈茲村莊貝迪亞的一座中世紀喬治亞正教會的主教座堂。貝迪亞主教座堂最早修建於約10世紀時期，奉獻於999年。現存的教堂修建於13至14世紀。